# Karl Zischek
Karl „Karli“ Zischek (* 28. August 1910; † 6. Oktober 1985) war ein österreichischer Fußballspieler auf der Position eines Stürmers.
Er war der rechte Flügelstürmer des legendären Wunderteams und bildete gemeinsam mit Rechtsverbinder Friedrich Gschweidl das rechte Sturmduo. Karl Zischek nahm zudem an der Fußball-Weltmeisterschaft 1934 teil, bei der er mit dem österreichischen Team das Halbfinale erreichte. Mit seinem Stammverein Wacker, für den er knapp 20 Jahre lang in der Meisterschaft Tore schoss, konnte er 1947 das Double gewinnen – die einzigen Titel in der Geschichte des kleinen Vororteklubs.

## Karriere

### Wunderteam-Ära
Karl Zischek begann seine Karriere in Meidling bei Wacker im Jahre 1929. Bereits zwei Jahre später durfte er am 16. Mai 1931 gegen Schottland für das österreichische Team debütieren. Die Schotten waren bis dato auf dem europäischen Festland ungeschlagen gewesen, in Wien verloren sie mit 0:5, Zischek selbst erzielte zwei Treffer. Dieses Match gilt als Geburtsstunde des Wunderteams. Wenige Wochen später schlug Karl Zischek mit dem Team Deutschland in Berlin mit 6:0 und in Wien mit 5:0. Die Schweiz wurde mit 8:1, Ungarn mit 8:2 geschlagen. Sein wohl bestes Spiel in der österreichischen Nationalmannschaft machte der Flügelstürmer bei der einzigen Niederlage des Wunderteams. In London unterlag man England mit 3:4.
England war zu Hause bislang ungeschlagen und sollte es auch weitere 20 Jahre bleiben. Und noch hatte es bislang keine Mannschaft vom europäischen Festland geschafft, mehr als ein Ehrentor gegen die Engländer zu Hause zu erzielen.  Die RAVAG übertrug das Spiel live auf den Wiener Heldenplatz. Im Wembley-Stadion lagen die Österreicher jedoch bereits zur Pause mit 2:0 zurück, ehe sie in der zweiten Halbzeit ihr berühmtes Kombinationsspiel aufzogen. Nach einem Pass von Sindelar verkürzte Zischek in der 51. Minute zum 1:2, am  Ende verlor man dennoch 4:3, obgleich Adolf Vogl kurz vor Schluss noch die Ausgleichschance vergab. Das technisch hochwertige Spiel der Österreicher wird vor allem von den britischen Journalisten gelobt. Gegen Ende der Ära des Wunderteams schoss Karl Zischek noch je einen Treffer gegen Frankreich beim 4:0-Sieg sowie beim 6:1-Erfolg über Belgien.

### Weltmeisterschaft 1934
Auch nach dem Zerfall des Wunderteams 1933 konnte Karl Zischek noch einige Erfolge mit der Nationalmannschaft feiern, blieb bis zur Weltmeisterschaft 1934 ungeschlagen. Beim 4:2-Auswärtssieg gegen Italien im Frühjahr des Weltmeisterschaftsjahres gelangen Karl Zischek gar drei Treffer. Bei der Weltmeisterschaft in Italien stand Österreich nach Siegen über Frankreich und Ungarn, bei dem auch Zischek traf, im Halbfinale gegen den Gastgeber. Österreich begann sehr ambitioniert, scheiterte jedoch vor allem auf Grund einer zweifelhaften Schiedsrichterleistung.
In der 18. Minute brach der Italiener Orsi am linken Flügel durch und flankte zur Mitte. Der österreichische Tormann Peter Platzer sprang hoch und konnte den Ball fangen, wurde aber von Meazza und Schiavio gefoult und im Fallen über die Torlinie gestoßen. Stark benommen blieb Platzer am Boden liegen, der schwedische Schiedsrichter Eklind, tags zuvor noch Ehrengast Benito Mussolinis, erkannte dennoch dieses Tor an. In der zweiten Spielzeit kam der nächste Verstoß des Schiedsrichters, als er eine auf Zischek, der allein vor Torhüter Combi stand, zugehende Flanke absichtlich mit dem Kopf wegköpfelte. Nach der enttäuschenden Weltmeisterschaft 1934 konnte sich Österreich für das nächste große Turnier 1938 souverän mit Zischek qualifizieren, durfte allerdings nach der Annexion Österreichs durch das Deutsche Reich 1938 nicht daran teilnehmen.

### Double mit Wacker
Während des Zweiten Weltkrieges spielte Karl Zischek recht erfolgreich mit seinem Verein Wacker und verpasste mehrmals knapp den Gewinn der „Gauliga Ostmark“. Nach dem Ende des Krieges gelang jedoch der rasche Aufstieg mit dem Verein, der Flügelstürmer durfte sogar für zwei Spiele wieder im neu gegründeten österreichischen Nationalteam spielen. 1947 gewann man die Meisterschaft vor Rapid und das Cupfinale mit 4:3 gegen die Austria, wobei längst jüngere Spieler wie Gerhard Hanappi bei den Meidlingern die treibenden Kräfte waren. Karl Zischek beendete seine Erstligakarriere schließlich nach dieser Saison.
Danach war er noch beim Meidlinger FC und beim SC Preßbaum als Spieler aktiv. 1950 übernahm er das Traineramt beim VfB Mödling.
Karl Zischek wurde am Friedhof Oberlaa (Gruppe 9, Reihe 16, Nummer 2) bestattet.

## Stationen
- SC Wacker Wien (1929–1947)

## Erfolge
- 1 × Österreichischer Meister: 1947
- 3 × Österreichischer Vizemeister: 1939, 1940, 1941
- 1 × Österreichischer Pokalsieger: 1947

- Weltmeisterschaftshalbfinale 1934
- 40 Länderspiele und 24 Tore für die österreichische Fußballnationalmannschaft von 1931 bis 1945